# Metanoia
Metanoia (do verbo grego antigo μετανοεῖν, translit. metanoein: μετά, metá, 'além', 'depois';  νοῦς, nous, 'pensamento', 'intelecto'),  no seu sentido original, significa mudar o próprio pensamento. 

## Retórica
Em retórica é um artifício  usado para retornar a uma afirmação feita, para refazê-la em seguida, corrigindo-a, enfatizando-a ou atenuando-a.

## Religião
Metanoein, no contexto das discussões teológicas foi traduzido como "arrepender-se". Pode-se compreendê-lo melhor à luz da noção de conversão, uma transformação completa do pensamento. Tal conversão não se limita a uma mudança de mentalidade, mas também implica mudança de  comportamento, de atitude, de maneira de ser e de viver.

## Psicologia
Carl Jung  utiliza o termo, na sua concepção do processo de individuação, para designar uma transformação da psique por uma espécie de cura iniciada por forças inconscientes. Trata-se de uma transformação completa da pessoa,  tal como a transformação que ocorre no interior de uma crisálida:  um processo de reforma da psique, uma forma de autocura frequentemente associada à crise da meia-idade e a surtos psicóticos. Ao surto, seguir-se-ia uma reconstrução psicológica positiva ou "cura". Assim, a metanoia seria um processo potencialmente produtivo. Por essa razão, episódios psicóticos dos pacientes não deveriam  ser necessariamente impedidos.

## Organização
Peter Senge, em seu livro The Fifth Discipline: The Art and Practice of the Learning Organization, define  metanoia como uma profunda mudança de mentalidade, ligada à aprendizagem, especialmente ao que chama  aprendizagem generativa, considerando que, para ele, a aprendizagem também envolve uma mudança ou um movimento fundamental da mente - e não apenas a aquisição de informações.  Segundo o autor, as organizações não mudam substancialmente, a menos que as pessoas que dela participam  mudem seus padrões básicos de pensamento e de interação. Caso isso não ocorra, novas máquinas, novos softwares, etc. não produzem qualquer efeito inovador. Uma organização que aprende (learning organization) é "uma organização que está continuamente expandindo sua capacidade de criar seu futuro. Para tal tipo de organização, não basta apenas sobreviver," ou seja, a "aprendizagem de sobrevivência" ou "aprendizagem adaptativa" é necessária mas não suficiente: precisa ser acompanhada da "aprendizagem generativa" - aquela  que aumenta nossa capacidade de criar.

## Outras religiões

### Judaísmo
Filo (c. 25 a.C. – c. 50 d.C.) descreveu a metanoia como "no céu, uma filha linda e especialmente boa do Altíssimo". Lá, "ela suplica ao Deus Altíssimo a cada hora" em nome das pessoas. 

### Paganismo
No grego clássico, metanoia significava mudar de ideia sobre alguém ou algo. Quando personificada, Metanoia era uma figura de descrição pouco clara que acompanhava Kairos, o deus da Oportunidade, e, finalmente, inspirava indivíduos humanos a mudanças profundas em seus modos normais de consciência; um sentimento de arrependimento pessoal forneceria o catalisador emocional para abordar a vida com uma perspectiva substancialmente diferente. Esse retrato convencional continuou durante o Renascimento. "Arrependimento, reflexão e transformação estão sempre presentes no conceito de metanoia até certo ponto", escreve a acadêmica Kelly Myers. 